# Григорьев, Игорь Павлович
И́горь Па́влович Григо́рьев (21 октября 1966, Таганрог), иногда использует артистический псевдоним в форме анаграммы «грИГОРЬев», — российский музыкант, композитор и исполнитель, в прошлом — журналист и продюсер. В 1993 году создал первый российский «глянцевый» журнал Imperial. Приобрёл известность как основатель и первый главный редактор журнала OM. В 2008 году начал музыкальную карьеру. В сентябре 2013 года выпустил дебютный альбом «Корнукопия», который вошёл в список 25 лучших русских альбомов года по версии журнала «Афиша». В ноябре 2015 года выпустил мини-альбом (EP) «Тёмный Угол». В октябре 2017 года представил новый проект — группу «Аттракцион» и музыкальную программу «Музыкальный Аттракцион». В ноябре 2018 года представил ещё один авторский проект «Панама» и выпустил альбом «Святые». В октябре 2020 года вышел альбом «Эллипсис».

## Карьера. Начало
Родился 21 октября 1966 года в Таганроге. Провёл детство и отрочество в деревне Лакедемоновка в семье крестьян.
Учился на факультете иностранных языков (отделение французского языка) в Таганрогском государственном педагогическом институте. Прибыл в Москву летом 1987 года и поступил в Московский государственный институт международных отношений на дневное отделение факультета международных отношений (специализация — Таиланд и тайский язык).
Будучи студентом и пользуясь привилегиями, которое давало членство в комитете комсомола института, организовывал на сцене Актового зала МГИМО первые концерты полулегальных советских музыкантов, таких как Браво, Бригада С, Игорь Тальков, Сергей Пенкин. Там же познакомился с Жанной Агузаровой, которая помогла ему войти в круг тогдашнего шоу-бизнеса.
С 1988 года стал совмещать учёбу с работой концертного директора Ирины Понаровской.
Восхождение Игоря Григорьева в журналистике началось в сентябре 1991 года с публикации в газете «Крестьянские ведомости» статьи об актрисе Татьяне Самойловой, которая к тому моменту пребывала в полном забвении. Статья имела широкий резонанс, после чего Игорь принял от еженедельника «Аргументы и факты» предложение занять должность редактора отдела культуры. Будучи редактором, Григорьев освещал нарождающуюся в стране новую молодёжную альтернативную культуру.
В 1993 году познакомился с шоу-бизнесменом Борисом Зосимовым, с которым выпустил первый в России толстый глянцевый журнал Imperial.
После выхода нескольких номеров покинул Imperial и в 1994 году возглавил первый в России глянцевый журнал для мужчин «Амадей».

## Журнал ОМ (1995—1998)
В мае 1995 года приступил к работе над журналом «ОМ». Выход журнала в ноябре 1995 года стал событием на рынке российской периодической печати. В течение пяти лет кряду журнал удостаивался титула лучшего журнала года по оценке профессиональных журналистов (Профессиональная премия музыкальных массмедиа «Знак качества»). В 1997 году журнал был удостоен Национальной премии «Овация» в категории «Лучший журнал года».
В ноябре 1998 года Григорьев оставил пост главного редактора журнала. Его запланированный ещё весной уход из журнала совпал с разразившимся в стране тяжелейшим экономическим кризисом.
Российская пресса так прокомментировала уход Игоря Григорьева из журнала «ОМ»:

Он одним из первых начал выражать свою эпоху. Видимо, сам Григорьев настолько сильно ощущал свою незащищённость перед современным миром, что начал делать журнал, который бы помог прежде всего ему самому, а потом уже и нам разобраться в этом мире, хоть насколько-нибудь формализовать свои знания о нём… Три года он являлся главным редактором самого провокационного и жёсткого издания на российском рынке. По всей видимости, он неожиданно понял, что устал и исчерпал себя…"
(Аргументы и Факты, ноябрь 1999 г.)

## Карьера. Разное (1998—2008)

### Политика
В декабре 1998 года основал Общероссийское общественное политическое движение «Поколение Свободы». На Учредительном съезде был избран Председателем Совета движения. Движение объединило как молодых политиков, принадлежащих к разным политическим блокам, так и молодых деятелей культуры, проявляющих интерес к общественной и политической деятельности. В декабре 1999 года Движение вошло в состав объединения «Медведь», три кандидата от движения были избраны депутатами Государственной Думы третьего созыва.
Сам Игорь Григорьев из-за конфликта внутри управленческой верхушки покинул движение.
В мае 1999 года поселился в городе Прага. Был совладельцем небольшого кафе в центре города, приобретшего известность, как место для неформальных встреч сотрудников радиостанции «Свобода», штаб-квартира которой находилась в Праге.

### Телевидение и кинематограф
В 1999 году вернулся в Москву по приглашению генерального продюсера канала ТВ-6 Ивана Демидова.
В июле 2000 года на канале начала выходить еженедельная информационно-развлекательная программа «Лихорадка субботним вечером с Игорем Григорьевым». Программа выходила до ноября 2000 года.
После ухода с телевидения Игорь снимал кино, писал сценарии, делал видеоролики для российских исполнителей. Среди известных работ Игоря Григорьева как режиссёра — клипы для Дмитрия Маликова («Бисер») и группы «Мумий Тролль» («Иди, я буду»).
В марте 2003 года приступил к съёмкам телевизионного сериала «Твин Твикс» по собственному сценарию. Пилотная серия получила положительные отклики от профессионалов. Тогдашний руководитель телеканала НТВ Николай Сенкевич подписал с Григорьевым контракт на десять серий, но работа над сериалом была приостановлена из-за недостатка финансирования.

### Реанимация журнала «ОМ»
В 2003 году Игорь предпринял попытку реанимировать журнал «ОМ» и вернулся в кресло главного редактора.
В сентябре 2004 года вышел последний номер журнала, на обложку которого был помещён портрет «истерзанного и изувеченного» Филиппа Киркорова, против которого было возбуждено уголовное дело по факту инцидента, известного, как «скандал с розовой кофточкой». Вынос на обложке последнего номера гласил: «Мы все умрём однажды». Спустя некоторое время журнал был окончательно закрыт.
В 2005 году Игорь Григорьев вместе с генеральным продюсером Russian Fashion Week Александром Шумским продюсировал первую в России Национальную премию в области моды и стиля «Астра».
В 2006 году покинул Россию и поселился в Рио-де-Жанейро. С июня 2006 года по май 2010 года под псевдонимом tchatski вёл сетевой дневник, в котором публиковал отчёты о своих путешествиях.

## Новый этап. Музыка (2008 — наст. время)

### Чёрно-Белый Оркестр
В 2008 году после десятилетнего перерыва Игорь Григорьев вернулся к активной творческой деятельности с музыкальным проектом, идею которого вынашивал последние годы. Игорь основал «Чёрно-Белый Оркестр» (ЧБО), музыкальный коллектив, исполняющий известные джазовые произведения в современных, порой неожиданных обработках. Для Григорьева, как солиста оркестра, были характерны специфический хрипловатый голос, декадентский образ на сцене и театрализованность представлений. Сам Григорьев определял жанр, в котором выступал, как «инди-кабаре».
Первое выступление ЧБО состоялось 7 сентября 2008 года на открытии Международного кинофестиваля «Евразия» в Астане. Презентация оркестра с программой «Третий Лайв / Когда мне было 21» состоялась 21 октября 2008 года в Москве.
В декабре 2008 года Игорь Григорьев распустил свой «Чёрно-Белый Оркестр» и начал сольную карьеру.
В январе 2009 года, находясь в Рио-де-Жанейро, познакомился с выдающимся бразильским саксофонистом, композитором и продюсером Лео Ганделманом.
В октябре 2009 года в Москве и Санкт-Петербурге в рамках IV-го международного CityJazz фестиваля состоялись выступления Игоря Григорьева в сопровождении бэнда Лео Ганделмана с программой классических песен бразильской босса-новы.

### Сольная карьера
В сентябре 2010 года интернет-портал OpenSpace.ru презентовал спецпроект «Игорь Григорьев в открытом пространстве», в котором Игорь Григорьев рассказывал о своём продвижении на музыкальном поприще в качестве автора и исполнителя собственных песен.

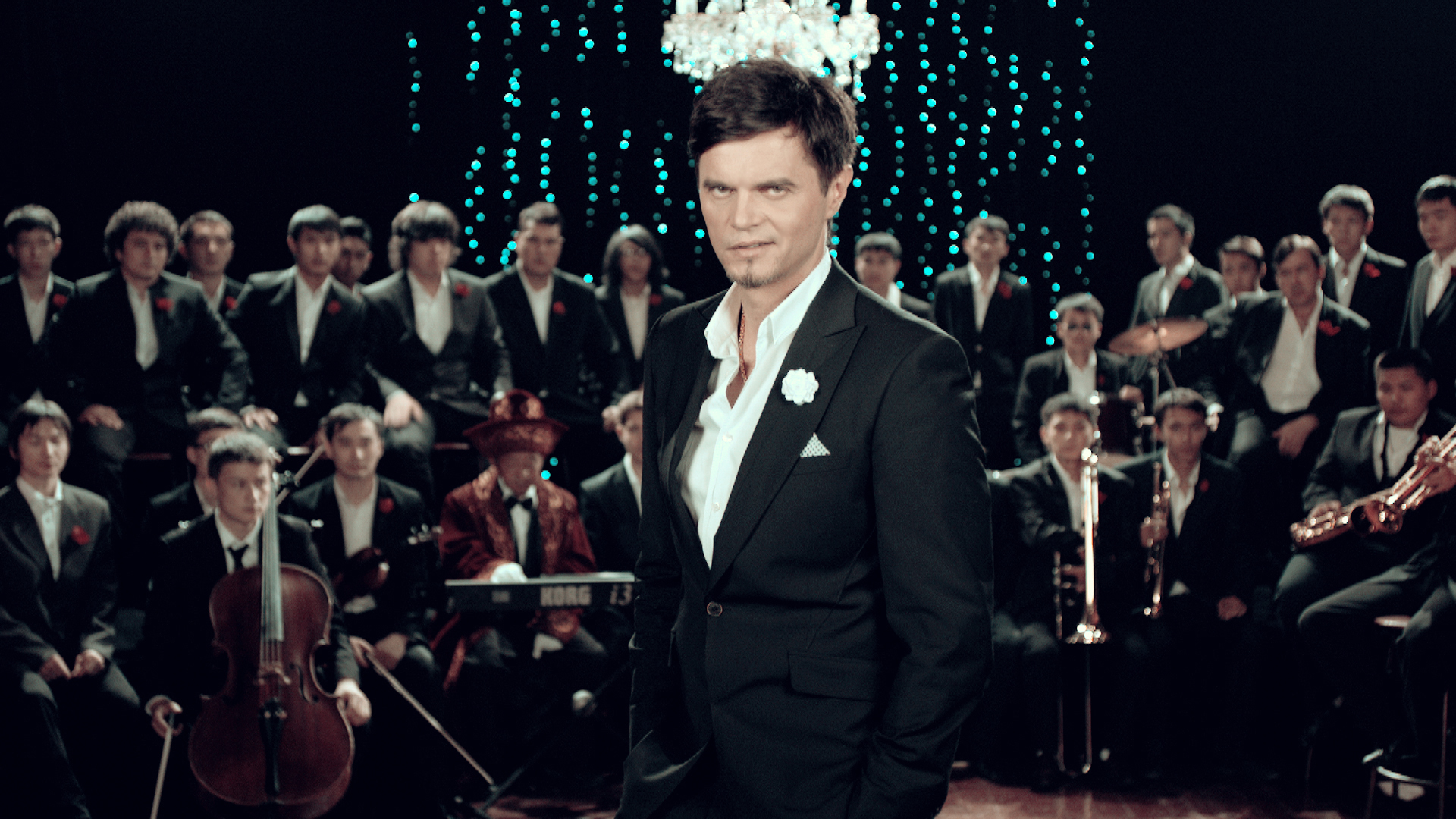
Кадр из видеоклипа Игоря Григорьева на песню «Сны Моей Весны»

22 ноября 2010 года состоялась премьера дебютного сингла «Сны Моей Весны», видео к которому вызвало бурный и неоднозначный зрительский резонанс. В течение десяти дней кряду видеоклип был в первой пятёрке самых просматриваемых видео российского YouTube. Газета «Комсомольская Правда» назвала видеоклип «Сны Моей Весны» клипом года. В 2011 году клип был номинирован на премию Артемия Троицкого «Степной волк» в категории «Лучшее видео».
22 февраля 2011 года состоялась международная премьера песни «Сны Моей Весны» на предкарнавальном бале в Рио-де-Жанейро в сопровождении легендарного бразильского оркестра Orquestra Imperial. Игорь Григорьев стал первым российским артистом, принявшим участие в официальной программе Карнавала в Рио-де-Жанейро.
В апреле 2011 года выпустил второй официальный сингл «Танго» — песню, написанную на стихи поэта-обэриута Александра Введенского.
В июне 2011 года состоялось первое концертное выступление на телевидении в программе Алекса Дубаса «Мгновения» на телеканале «Дождь».
24 июня 2011 года состоялся первый сольный концерт в Москве, приуроченный к выходу сингла «Сны Моей Весны». Событие было омрачено несчастным случаем — в середине концерта артист оступился и упал с двухметровой сцены на танцпол, получив перелом лодыжки. Тем не менее со сломанной ногой Игорь допел до конца программу концерта.
В ноябре 2011 года приступил к записи дебютного альбома на лондонских студиях Strongroom, RAK Studios и Abbey Road Studios. Записывающим продюсером альбома выступил британский продюсер и звукоинженер Haydn Bendall.
Премьера третьего сингла и видеоклипа на песню «Бестолковая Любовь» состоялась на телеканале «Дождь» в июне 2012 года. В том же году Игорь Григорьев второй год кряду был номинирован на премию «Степной волк».

### «Две звезды»
Начало 2012 года ознаменовалось участием Игоря Григорьева в очередном четвёртом сезоне шоу Первого канала «Две звезды», в котором он выступил в неожиданном дуэте с Любовью Успенской.

«Проект „Две звезды“ на Первом канале уже не раз скрещивал ужа с ежом, получая на выходе дуэты различной степени занятности. Однако на этот раз тандем получился бесповоротно сногсшибательным: Игорь Григорьев, завершивший недавно запись своего дебютного альбома в Лондоне, и шансон-дива Любовь Успенская»
(Журнал Афиша, февраль 2012)

В течение сезона Игорь Григорьев исполнил в эфире Первого канала песни собственного сочинения «Сны моей весны», «Танго» и «Розы не говорят». По мнению композитора и продюсера Игоря Матвиенко, который являлся членом жюри конкурса, музыка Григорьева явилась «новым словом в жанре шоу-бизнеса на Первом канале». Особый интерес к шоу подогревался конфликтом между Игорем Григорьевым и ещё одним членом жюри композитором и продюсером Виктором Дробышем, который обвинил руководство Первого канала в бездарном растрачивании эфирного времени на «никому ненужные» песни Григорьева. Низкие оценки жюри, спровоцированные Виктором Дробышем, опустили пару Григорьев — Успенская в самый низ турнирной таблицы. Для того, чтобы сохранить пару в проекте, по правилам которого артисты, набирающие наименьшее количество балов, выбывают из участия в конкурсе, Первый канал ввёл новые правила игры, объявив, что ни одна пара не покинет шоу до его окончания. Газета «Комсомольская правда» назвала пару Григорьев — Успенская «самой дерзкой парой» проекта.
Ещё один скандал разгорелся после того, как Андрей Разин подал в суд на Игоря Григорьева, Любовь Успенскую и руководство Первого канала за несанкционированное исполнение песни «Белые Розы», правообладателем которой он является.

### Альбом «Корнукопия» (2013 год)
24 сентября 2013 года состоялся релиз дебютного альбома «Корнукопия». Альбом был выпущен компанией Universal Music Group International. В первый день продаж вошёл в десятку топ-альбомов российского отделения iTunes.
Альбом «Корнукопия» состоит из 13 песен, написанных Игорем Григорьевым самостоятельно или в сотрудничестве с другими авторами в период с марта по декабрь 2010 года. Песни альбома жанрово и стилистически отличаются друг от друга. В буклете к альбому Игорь пишет: «У этого альбома нет концепции. Это скорее сборник песен, написанных мною на одном дыхании, в одном порыве, за один присест весной 2010 года». К этому времени Игорь окончательно вернулся в Москву из Рио-де-Жанейро, в котором проживал предыдущие несколько лет. Сам автор утверждает, что на создание такого эклектичного альбома его вдохновила «тропикалия», бразильское музыкальное движение конца 60-х годов, основным принципом которого было смешение традиционной музыки с авангардом, рок-н-роллом, психоделикой и прочими стилями, то есть объединение несовместимых музыкальных явлений, в результате которого должно появиться что-то новое.
Одна из песен альбома записана в дуэте с бразильской певицей, лауреатом Latin Grammy Award Ванессой да Мата.
Название альбома есть не что иное, как латинское наименование Рога изобилия, античного символа богатства, плодородия и процветания, рога, с избытком наполненного дарами природы и разнообразными ценностями.

«Корнукопия» — это, конечно, кэмп, бурлеск, сплав низкого и высокого, качели. … Как из рога изобилия на голову слушателя сыплются песни в стиле кабаре, шансона, самбы, цыганщины — один сплошной жестокий романс. … Космополит, человек мира, объездивший его вдоль и поперёк, от снежных пиков Гималаев до горячего песка пляжей Ипанемы, Григорьев сохраняет верность своим русским корням, которые тянутся в деревню под Таганрогом с замечательным именем — Лакедемоновка, где он вырос. Но именно в Бразилии Григорьев родился как артист — ей он отдаёт дань в русскоязычном кавере самбы Картолы «Розы не говорят», спетой в дуэте с бразильской певицей Ванессой да Матой. Именно оттуда, из Рио-де-Жанейро, Остапом Бендером вернулся он на родину. … Но надо понимать, что воплотившись в артиста, рядом с которым блёкнут многие из признанных и успешных, Игорь совершил настоящий личностный подвиг, свой прыжок в невозможное — этого бы не случилось, если за всем этим ни стояли бы годы безустанного самосовершенствования. И как бы ни была интересна «Корнукопия», Григорьев больше того, что он записал, он сам по себе — шедевр". Журнал Rolling Stone, октябрь 2013 г)

22 октября на большой сцене Гоголь-центра состоялась презентация альбома и премьера музыкального спектакля «Игорь Григорьев. Корнукопия», основанного на песнях альбома. Подводя итоги 2013 года, журнал «Афиша» включил альбом в список 25 лучших русских пластинок года, а портал Colta.ru назвал «Корнукопию» среди 19 лучших альбомов года.
Пятый сингл «Никого Не Люблю» включал песню на стихи Михаила Лермонтова и вышел 15 октября 2014 года к 200-летию со дня рождения поэта. Песня была включена в юбилейный трибют-альбом «Лермонтов 200 по встречной».

### Мини-альбом «Тёмный Угол» (2015 год)
В октябре 2014 года Игорь Григорьев приступил к записи второго по счёту альбома с рабочим названием «Со́фомор». Название альбома является англицизмом слова sophomore, что означает «второй по счёту, второй в серии». Портал Colta.ru включил «Софомор» в десятку самых ожидаемых русских альбомов 2015 года.
В ноябре 2015 года под анаграммой грИГОРЬев вышел мини-альбом (EP) «Тёмный Угол», в который вошли 5 треков из альбома «Софомор».

«Дебютный альбом Игоря Григорьева „Корнукопия“ был одним кэмповым бурлеском, а сам певец появлялся как на светских раутах, так и перед аудиторией Первого канала. Теперь артист учёл уроки слишком пёстрого дебюта, эти пару лет он занимался, если так можно выразиться, отсечение лишнего. Новые песни Григорьева создавались под явным впечатлением тонких тихих групп 80-х, вроде Blue Nile, сами оказываясь где-то на ночном перекрёстке дорог туманного шотландского софисти-попа и деликатной, призрачной пост-трип-хоповой электроники». Журнал Rolling Stone, ноябрь 2015 г.

Релиз полноформатного альбома «Софомор» был объявлен на весну 2016 года, но не состоялся и никакой информации об альбоме нет.

### «Аттракцион», «Панама» и перерыв в карьере (2017—2025)
После двухлетнего молчания в октябре 2017 года Игорь Григорьев вернулся с большим биг-бэндом и программой «Музыкальный Аттракцион», которую посвятил творчеству Юрия Чернавского, отмечавшему в тот год свой 70-летний юбилей. Программа наполовину состояла из переработок песен легендарного советского композитора. Премьера состоялась в эфире телеканала «Дождь» в новогоднюю ночь 1 января 2018 года. По словам Игоря Григорьева, единственной задачей проекта «Аттракцион» было «лучше всех играть танцевальное диско с трубами».
В октябре 2018 года состоялась премьера электронного проекта Игоря Григорьева «Панама» и вышел альбом «Святые». Представив новую группу на музыкальном фестивале Hedonism в Киеве, Григорьев неожиданно для всех прекратил концертную деятельность, покинул Россию и поселился в Таиланде, объявив перерыв в своей музыкальной карьере.

30 октября 2020 года состоялся неожиданный релиз альбома «Эллипсис», включающего в себя некоторые избранные и неизданные раннее песни.
«Внезапно, когда казалось, что очарованный странник осел уже в своем Таиланде, появился этот альбом. „Эллипсис“ весь пропитан тем трудно передаваемым чувством то ли грусти, то ли ностальгии по чему-то необъяснимому, что обозначается в португальском языке словом saudade. По мне так, если уж поп-музыка, то вот такая — шикарная, чувственная и пленительно аутсайдерская». Андрей Бухарин, «Бухарин слушает»

## Музыкальные видео
| Год  | Название                     | Режиссёр        |
| ---- | ---------------------------- | --------------- |
| 2010 | «Сны Моей Весны»             | Игорь Григорьев |
| 2011 | «Танго»                      | Андрей Борисов  |
| 2012 | «Бестолковая Любовь»         | Андрей Борисов  |
| 2013 | «Корнукопия в Гоголь-Центре» | Денис Азаров    |
| 2014 | «Делириум»                   | Игорь Григорьев |
| 2014 | «Никого Не Люблю»            | Иван Бобров     |
| 2015 | «Тёмный Угол»                | Дмитрий Дикусар |
| 2015 | «Холодный Ветер»             | Игорь Григорьев |
| 2017 | «Музыкальный Аттракцион»     | Андрей Борисов  |
| 2019 | «Бразилец»                   | Игорь Григорьев |

## Некоторые факты биографии
- Через два дня после рождения был брошен матерью в роддоме города Таганрога и усыновлён новыми родителями в возрасте двух недель.
- После школы поступал в знаменитую «Киевскую разведшколу» — Киевское высшее общевойсковое командное училище — на специальность «военная разведка».
- Женат на Куатбаевой Айкен Кунсаиновне, кинопродюсере. Детей нет.
- В 1997 году снялся в главной роли Вампира в видеоклипе Лики «Одинокая Луна».
- В начале 2000-х годов в качестве режиссёра планировал съемки экранизации романа Дмитрия Бушуева «На кого похож Арлекин», но съемки не состоялись, потому что, по словам Игоря, проект не получил финансирования.[61][62]
- В апреле 2008 года снялся в эпизодической роли друга главного героя в киноэкранизации культового романа В. Пелевина «Generation «П»», режиссёр — Виктор Гинзбург[63]. Фильм вышел на экраны весной 2011 года[64].
- В декабре 2008 года через свой блог в «Живом журнале» объявил о завершении журналистской карьеры, продолжавшейся 17 лет[65].
- В 2012 году выступил в роли автора сценария одной из новелл киноальманаха «Сердце мое — Астана» (генеральный продюсер проекта — Егор Кончаловский).
- В 2019 году написал саундтрек к режиссёрскому дебюту своей жены Айкен Куатбаевой, короткометражному фильму под названием «Непрощенный».
- В марте 2009-го и марте 2010 года журнал GQ Russia дважды включал Игоря Григорьева в первую десятку самых стильных мужчин России[1].
- В июне 2023 года в своем канале в Telegram сообщил о получении вида на жительство Королевства Таиланд[66].